# Fontana in Piazza Nicosia
Fontana in Piazza Nicosia, även benämnd Fontana del Trullo, är en fontän på Piazza Nicosia i Rione Campo Marzio i Rom. Fontänen designades av skulptören Giacomo della Porta. Fontänen förses med vatten från Acqua Vergine.
Fontänen beställdes av påve Gregorius XIII och stod ursprungligen på Piazza del Popolo och var då Roms första offentliga fontän. I samband med Giuseppe Valadiers omstrukturering av piazzan monterades fontänen ned 1823 och uppställdes på piazzan framför kyrkan San Pietro in Montorio på Janiculum. I slutet av 1880-talet nedmonterades den ånyo och ställdes i ett förråd. År 1950 placerades fontänen på sin nuvarande plats, Piazza Nicosia.

## Beskrivning
Fontänen har en bassäng och två brunnskar, vilka bärs upp av fyra delfiner. Tidigare bar fontänen påve Gregorius XIII:s vapen, men i samband med påve Paulus V:s restaurering på 1590-talet byttes dessa ut och istället bär nu fontänen sistnämnde heraldiska djur: örnen och draken. 

## Bilder
| - Fontana in Piazza Nicosia. - Påve Paulus V:s vapen. |